# Carl Størmer
Pour les articles homonymes, voir Stormer.
Frederik Carl Mülertz Størmer (3 septembre 1874- 13 août 1957) est un mathématicien et physicien norvégien qui étudie le mouvement des particules électrisées dans la magnétosphère et la formation des aurores polaires.

## Biographie
En 1893, alors âgé de 19 ans, il fait l’acquisition d’un des premiers modèles d’appareil photographique entièrement dissimulable, grâce auquel il réalise environ 500 photographies de ses contemporains dans les rues d’Oslo, à leur insu, livrant ainsi de précieux documents sur la vie quotidienne à cette époque.

## Œuvre
- De l'espace à l'atome (traduit sur la 4e édition norvégienne par Carl Störmer et Augustin Boutaric), Éd. Félix Alcan, Nouvelle collection scientifique,  1929.
- The polar aurora, Oxford University Press, 1955, Pp. xvii, 403; 216 Figs., 27 Tables. 55s.